# Аф
Аф (фр. Aff) је река у Француској. Дуга је 65 km. Улива се у Уст. 